# جورجية (اقتصاد)

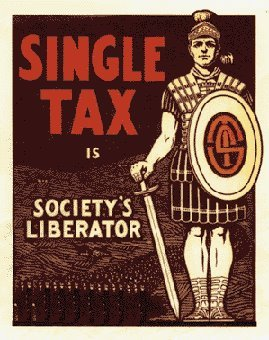
ملصق دعائي جورجي يعود لمطلع القرن العشرين

الجورجية هو مذهب نظري اقتصادي ينسب إلى هنري جورج الذي رأى أن ما ينتجه الفرد من قيمة ملك له وأما القيمة المستمدة من الأرض ومواردها واستغلالها فملك لجميع أفراد المجتمع وهم سواسية فيها.
يسعى المذهب الجورجي إلى إيجاد حلول للمشاكل الاجتماعية والبيئية اعتمادًا على مبادئ حقوق الأرض والتمويل العام التي تحاول دمج الكفاءة الاقتصادية مع العدالة الاجتماعية.
تهتم الجورجية بتوزيع الريع الاقتصادي الناتج عن الاحتكارات الطبيعية والتلوث والتحكم في المشاعات بما في ذلك ملكية الموارد الطبيعية وغيرها من الامتيازات المُفتعلة (مثل الملكية الفكرية). يمكن لأي مورد طبيعي محدود أن يعطي ريعًا اقتصاديًا، لكن المثال المهم والكلاسيكي عن (احتكار الأراضي) يشمل استخلاص إيجار أرض مشاع في مواقع حضرية قيمة. يقول الجورجيون أنَّ فرض الضرائب على الإيجار الاقتصادي أمرٌ فعال وعادل. وطالبت الحركة الجورجية بشكل رئيسي بضريبة تعتمد على قيمة الأرض. يقول الجورجيون أنه يمكن استخدام الإيرادات من ضريبة قيمة الأراضي (LVT) لتقليل الضرائب الحالية غير العادلة وغير الفعالة أو إيقافها نهائيًا (على سبيل المثال: الضرائب على الدخل أو التجارة أو المشتريات). كما يدعو بعض الجورجيون إلى إعادة الفائض من الإيرادات العامة إلى الشعب عن طريق الدخل الأساسي للمواطن أو (الراتب الأساسي).
وقد لاحظ الاقتصاديون مثل آدم سميث وديفيد ريكاردو أنَّ فرض ضريبة عامة على قيمة الأرض لا يسبب عدم الكفاءة الاقتصادية، وذلك على عكس الضرائب الأخرى. كما أن الضريبة حسب قيمة الأراضي لها آثار تدريجية، حيث أنها تُدفع بشكل رئيسي من قبل الأثرياء (ملاك الأراضي)، ولا يمكن تطبيقها على المستأجرين أو العاملين أو مستخدمي الأراضي. يقول مؤيدو فرض الضرائب تبعًا لقيمة الأراضي أنها ستقلل من الظلم الاقتصادي وتزيد الكفاءة الاقتصادية وتقلل مستويات استخدام الأراضي الحضرية بطريقة دون المستوى المطلوب. يرجع الأساس الفلسفي للجورجية إلى العديد من المفكرين الأوائل مثل جون لوك وباروخ سبينوزا وتوماس باين. شاع مفهوم كسب الإيرادات العامة بشكل رئيسي من الأراضي والموارد الطبيعية على نطاق واسع بسبب هنري جورج وكتابه الأول (التقدم والفقر) في عام 1879.
كانت الأفكار الجورجية شائعة ومؤثرة خلال أواخر القرن التاسع عشر وأوائل القرن العشرين. تم تأسيس جميع الأحزاب السياسية والمؤسسات والمجتمعات على أساس المبادئ الجورجية خلال ذلك الوقت. يعتبر الجورجيون الأشكال المتعددة لتحصيل الإيجار (مثل الرهن العقاري) طرقًا مشروعة.

## المبادئ الرئيسية
اشتهر هنري جورج بسبب نشره الفكرة القائلة بأنه ينبغي تمويل الحكومة من خلال فرض ضريبة على تأجير الأراضي بدلًا من الضرائب على العمالة. اعتقد جورج أنه على الرغم من عدم إمكانية إجراء التجارب العلمية في مجال الاقتصاد السياسي يمكن اختبار النظريات من خلال مقارنة مجتمعات مختلفة ذات ظروف مختلفة وتجارب فكرية حول تأثيرات عوامل متنوعة. استنتج جورج بتطبيق هذه الطريقة إلى أنَّ العديد من المشاكل التي تصيب المجتمع مثل الفقر وعدم المساواة والانهيار الاقتصادي يمكن أن تُعزى إلى الملكية الخاصة للموارد الضرورية. يقول جورج في كتابه المشهور (التقدم والفقر) بأن تخصيص الأراضي للاستثمار الخاص يسهم في استمرار الفقر على الرغم من التقدم التكنولوجي، ويؤدي إلى ميل الاقتصادات نحو دورات الازدهار والكساد. ويعتقد جورج أنّ الناس يملكون ما ينشؤون فقط وتلك الموارد الطبيعية والأراضي تعود إلى الجميع بشكل متساو.

## المرادفات والمتغيرات
وصفت معظم المجموعات المؤيدة للجورجية نفسها بأنهم (فارضي الضرائب الفردية) وقبِلَ جورج اسم (ضريبة فردية) كرمز لهدفه السياسي الرئيسي وهو إلغاء جميع الضرائب غير العادلة أو غير الفعالة ليتم استبدالها بالضريبة المفروضة حسب قيمة الأرض (LVT).
تعتبر الغرامات والرسوم الإجبارية المتعلقة بإيجارات الأراضي من أكثر السياسات الجورجية شيوعًا، ولكن فضل بعض الجورجيون أنظمة تحصيل القيمة بشكل طوعي والتي تعتمد على عدة طرق مثل رسوم قيمة الموقع غير الإجبارية أو ذاتية التقييم، وشراء عقود قيمة الأراضي.
يعتقد بعض الجورجيون أن التعويض الجزئي لملاك الأراضي هو حل سياسي ملائم وضروري لتحقيق الإصلاح. ويقترح آخرون لنفس الأسباب الاستيلاء على الزيادات المستقبلية في قيمة الأرض فقط.

## التأثير
أثرت الأفكار الجورجية بشكل كبير على السياسات خلال بداية القرن العشرين. وتشمل الأحزاب السياسية التي تم تشكيلها بناء على أفكار جورجية حزب أرض الثروة المشتركة في الولايات المتحدة وحزب هنري جورج للعدالة وحزب العدالة في الدنمارك.
ادخلت الحكومة الليبرالية في المملكة المتحدة خلال عام 1909 ضريبة الأراضي كجزء من عدة ضرائب في ميزانية الشعب والتي تهدف إلى إعادة توزيع الثروة (بما في ذلك ضريبة الدخل المتدرجة وزيادة ضريبة الإرث). تسبب ذلك في أزمة اقتصادية تسببت بشكل غير مباشر في إصلاح مجلس اللوردات. تم إصدار الميزانية في النهاية ولكن دون ضريبة الأراضي. وافقت حكومة الأقلية العمالية في عام 1931 على ضريبة متعلقة بقيمة الأرض كجزء من قانون المالية لعام 1931. ومع ذلك تم إلغاؤها في عام 1934 من قبل الحكومة الوطنية قبل أن يتم تنفيذها.
تم تمثيل حزب العدالة الجورجي سابقًا في البرلمان الدنماركي. وشكل جزءًا من حكومة اليسار والوسط خلال عامي 1957 - 1960 ومُثّل أيضًا في البرلمان الأوروبي خلال عامي 1978 - 1979. تضاءل تأثير هنري جورج بمرور الوقت لكن الأفكار الجورجية لا تزال تظهر في السياسة من حين لآخر. ذكر رالف نادر في الحملة الرئاسية في الولايات المتحدة عام 2004 هنري جورج في تصريحاته السياسية.
لا يزال خبراء الاقتصاد يفضلون بشكل عام الضريبة على قيمة الأراضي. أيّد ميلتون فريدمان علنًا ضريبة القيمة العقارية الجورجية قائلا أنها: «أقل الضرائب سوءًا». وصرح جوزيف ستيجلز قائلًا: «لم يكن هنري جورج الوحيد الذي قال أن الضريبة المفروضة حسب قيمة الأرض عادلة، واضافت الضرائب حسب قيمة الأرض في المجتمعات العادلة عائدات كافية لتمويل مستوى الإنفاق الحكومي». أُُطلق على هذا الاقتراح اسم نظرية هنري جورج.

## المجتمعات
نشأت عدة مجتمعات بناءً على المبادئ الجورجية خلال ذروة شعبية الفلسفة. لا تزال اثنتين من هذه التجمعات موجودة وهي أردن في ولاية ديلاوير والتي تأسست في عام 1900 من قبل فرانك ستيفنز وويل برايس، ومدينة فيرهوب في ولاية ألاباما والتي تأسست في عام 1894.
تبنت بعض المجتمعات التي تم تأسيسها في الولايات المتحدة أيضًا سياسات الضرائب الجورجية. قام الجورجي جوزيف باستوريزا في هيوستن في ولاية تكساس بالترويج لنادي جورجي في تلك المدينة التي تأسست عام 1890. تم اختياره بعد ذلك بعدة سنوات بصفته عضوًا في بلدية المدينة ليكون بمثابة مفوض الضرائب في هيوستن، وأصدر (خطة هيوستن للضرائب) في عام 1912. قام بفرض ضرائب على مخزون التجار وتطوير الأراضي بقيمة 25% من القيمة المقدرة، وتم فرض ضرائب على الأراضي غير المطورة بقيمة 70% من التقييم، وتم إعفاء الممتلكات الشخصية من الضرائب. استمر العمل بهذه الضريبة الجورجية حتى عام 1915 عندما قضت محكمتان بانتهاكها دستور تكساس في عام 1915. وقد أُخمدت الجهود التي حاولت تنفيذ خطة هيوستن في العديد من مدن تكساس الأخرى في عام 1915 مثل: بومونت، كوربوس كريستي، غالفستون، سان أنطونيو، واكو.
كما تم تبني الأفكار الجورجية إلى حد ما في أستراليا وهونغ كونغ وسنغافورة وجنوب أفريقيا وكوريا الجنوبية وتايوان. لا تزال الحكومات في هذه البلدان تفرض نوعًا من الضريبة حسب قيمة الأرض مع بعض الإعفاءات. تعتمد العديد من المجالس البلدية في الولايات المتحدة على ضريبة الأملاك العقارية كمصدر رئيسي للدخل على الرغم من أن هذه الضرائب لا تعتبر جورجية لأنها تتضمن بشكل عام قيمة المباني والتحسينات الأخرى. هناك استثناء واحد في مدينة ألتونا في ولاية بنسلفانيا والتي فرضت ضريبة حسب قيمة الأرض لفترة من الزمن في القرن الحادي والعشرين وتم تطبيقها تدريجيًا في عام 2002 ثم تم الاعتماد عليها بالكامل لتحصيل الإيرادات الضريبية منذ عام 2011 وتم إلغاؤها عام 2017. وأشارت صحيفة فاينانشيال تايمز إلى أن «أقرت مدينة ألتونا الضريبة حسب قيمة الأرض LVT في مدينة لا تتمتع فيها الأرض أو المباني بقيمة كبيرة».

## المعاهد والمنظمات
لا تزال توجد منظمات مختلفة تروج لأفكار هنري جورج. ووفقًا للمجلة الأمريكية للاقتصاد وعلم الاجتماع فإن مجلة (الأرض والحرية) الدورية التي تأسست في عام 1894 هي «المشروع الجورجي الأطول عمراً في التاريخ». تأسست كلية هنري جورج للعلوم الاجتماعية في نيويورك في فترة الكساد العظيم في عام 1932، وقدمت دورات دراسية وندوات ونشرت أبحاث في النموذج الجورجي. تأسس أيضًا معهد لينكولن لقوانين الأراضي في الولايات المتحدة في عام 1974 على أساس كتابات هنري جورج. والذي «يسعى إلى تحسين النقاشات حول التنمية الحضرية والسياسة الضريبية في الولايات المتحدة والخارج».
تواصل مؤسسة هنري جورج نشر أفكار الجورجية في المملكة المتحدة. إن (IU) هي منظمة دولية تجمع بين المؤسسات التي تسعى إلى إصلاح ضريبة قيمة الأراضي في جميع أنحاء العالم.

## تلقي الجورجية من قبل العامة
يعتقد الخبير الاقتصادي ألفريد مارشال أن وجهات نظر جورج في كتابه (التقدم والفقر) كانت خطيرة، حتى أنها تتنبأ بالحروب والإرهاب والدمار الاقتصادي.
كان مارشال مستاء من فكرة التغيير السريع وعدم الإنصاف بسبب عدم تعويض مالكي الأراضي الحاليين. عارض مارشال في محاضراته حول كتاب (التقدم والفقر) موقف جورج بشأن التعويض بينما أيد بشكل كامل حلّه النهائي. ولأن استبدال الضرائب الأخرى بضريبة قيمة الأرض لم يتسبب في انخفاض أسعار الأراضي أيد مارشال فرض ضريبة على الأرض لأسباب اقتصادية وأخلاقية مما يعني على أن ضريبة تبلغ 3% أو 4% على قيم الأراضي ستلائم هذا الشرط. ستقوم الحكومات بعد تطبيق الضرائب على الأراضي بشراء قيم الأراضي المستقبلية بأسعار مخفضة والحصول على الملكية بعد 100 عام. وأكد مارشال أن هذه الخطة التي أيدها بقوة ستنهي الحاجة إلى إدارة تحصيل الضرائب في الحكومة. دعا مارشال إلى تنفيذ اقتراح جورج الاقتصادي على الفور في البلدان التي تم تشكيلها حديثًا حيث لم تكن الأراضي ملكية خاصة بعد.
وافق ريتشارد تي إلي المعروف بـ (أبو علم اقتصاد الأرض) على الطروحات الاقتصادية الخاصة بالجورجية، لكنه اعتقد أن تصحيح المشكلة بالطريقة التي أرادها هنري جورج (بدون تعويض) كان غير عادلًا لملاك الأراضي الحاليين. وكتب إلي في شرح موقفه: «إذا ارتكبنا جميعنا خطأً، فهل يجب أن يتحمل طرف واحد في هذه الصفقة تكلفة الخطأ الفادح؟».
دعم جون آر كومونز خبراء الاقتصاد الجورجيين لكنه عارض ما اعتبره نزعة بيئية وسياسية متهورة لمؤيدين الجورجية من خلال فرض نهج واحد للإصلاح الضريبي على الجميع. وقد خَلُصَ مجلس العموم بتقدير مفاده أنَّ «ربما 95٪ من القيم الإجمالية التي يمثلها أصحاب الثروات ترجع إلى الاستثمارات المصنفة على أنها قيم الأراضي والاحتكارات الطبيعية والصناعات التنافسية التي تدعمها مثل هذه الاحتكارات» وأنَّ «الإصلاح الضريبي يجب أن يسعى لإزالة كل الضرائب عن رأس المال والعمل وفرضها على الاحتكارات». وانتقد الجورجيون رغم ذلك بسبب فشلهم في رؤية أن أفكار هنري جورج المعارضة للاحتكار يجب أن تنفذ مع مجموعة متنوعة من التعديلات القانونية.
وقد قال خبراء آخرون عاصروا الجورجية مثل الخبير الاقتصادي النمساوي فرانك فيتر والخبير في الاقتصادات التقليدية المحدثة جون بيتس كلارك أنه من غير العملي الحفاظ على التمييز التقليدي بين الأرض ورأس المال واستخدم هذه الفكرة كقاعدة لمهاجمة النظام الجورجي. يشير مارك بلاوج المتخصص في تاريخ الفكر الاقتصادي إلى أن فيتر وكلارك يؤثران على الخبراء الاقتصاديين للتخلي عن فكرة «أن الأرض عامل مهم في الإنتاج وبالتالي هناك حاجة كبيرة لنظريات خاصة لتأجير الأرض». وقال أنَّ: «في الواقع هذا هو أساس جميع الهجمات على هنري جورج من قبل الاقتصاديين المعاصرين وبالتأكيد السبب الأساسي الذي جعل الاقتصاديين المحترفين يتجاهلونه بشكل كبير».